# Flaga Brytyjskiego Terytorium Antarktycznego
Flaga Brytyjskiego Terytorium Antarktycznego jest używana od 1963, od chwili utworzenia Terytorium. Poprzednio tereny te były administrowane razem z Wyspami Falklandzkimi i używano ich flagi.
Flaga jest złożeniem bandery brytyjskiej marynarki wojennej z flagą Wielkiej Brytanii w lewym górnym narożniku i Herbem Brytyjskiego Terytorium Antarktycznego na środku pozostałej powierzchni. Flaga powiewa nad brytyjską stacją badawczą na Antarktydzie oraz nad główną siedzibą  The British Antarctic Survey.
Statki tej instytucji używają innej wersji flagi, stanowiącej złożenie bandery brytyjskich sił pomocniczych marynarki z tarczą pochodzącą ze środka herbu Brytyjskiego Terytorium Arktycznego. Komisarze brytyjscy używają flagi Wielkiej Brytanii z herbem Brytyjskiego Terytorium Antarktycznego w środku.